# Spilarctia cervina
Spilarctia cervina là một loài bướm đêm thuộc phân họ Arctiinae, họ Erebidae.